# Liku
Liku és un dels catorze municipis que hi ha a Niue. Està situat a prop de la part més oriental de l'illa, a l'est de la capital, Alofi. La seva població al cens de 2022 era de 74 habitants.

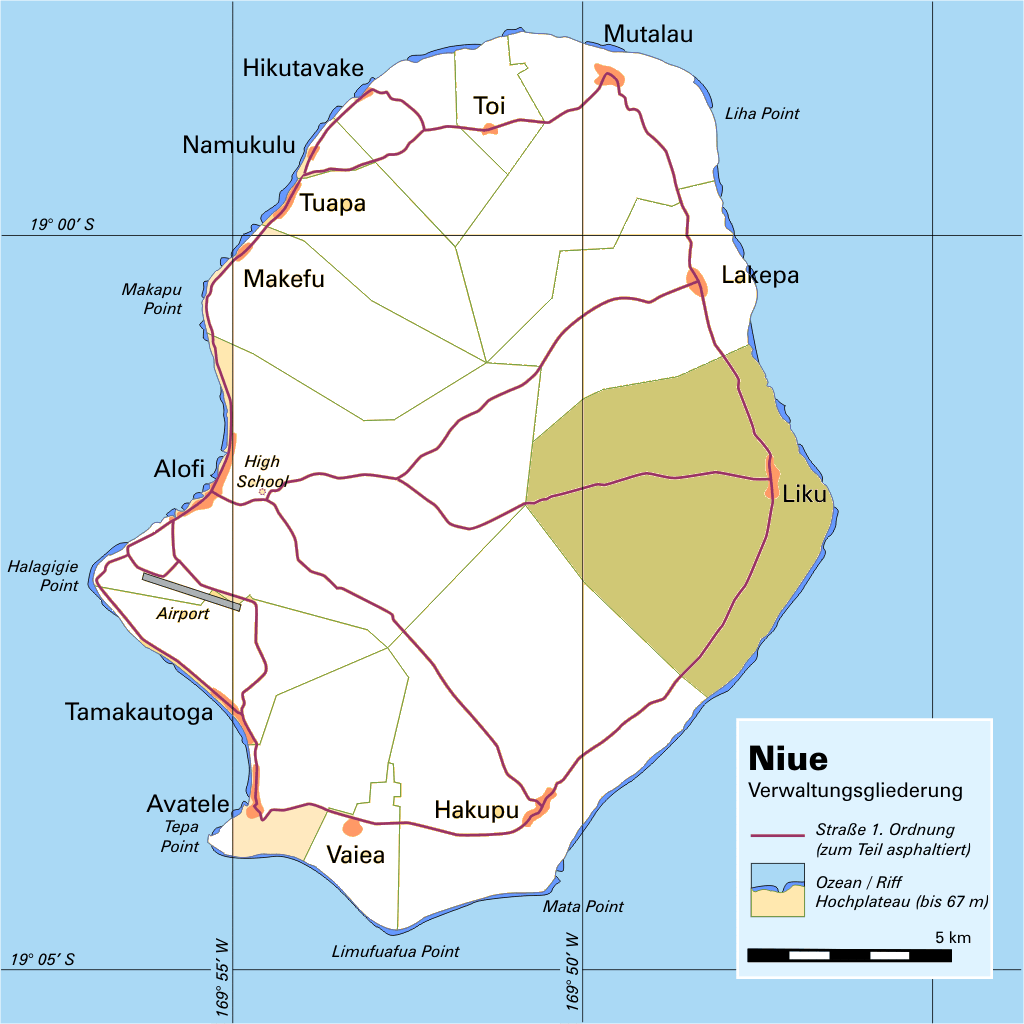
Situació de Liku a Niue.

Liku està connectat amb la capital per una carretera que travessa el centre de l'illa. També és, juntament amb Lakepa, a sis quilòmetres al nord, i Hakupu, a 10 quilòmetres al sud, un dels tres pobles de la carretera de la costa est que connecta Vaiea al sud amb Mutalau a la costa nord.
Liku és una de les catorze circumscripcions electorals de Niue, que elegeix un representant a l'Assemblea de Niue. Després de les eleccions generals d'abril de 2023, el seu representant és Logopati Seumanu, que havia treballat com a oficial de conservació del Departament de Medi Ambient de Niue.
Liku té un equip de futbol, el Liku, que juga al Campionat de Futbol de Niue. Aquest equip no ha aconseguit mai títols nacionals.